# Plaza de Wenceslao

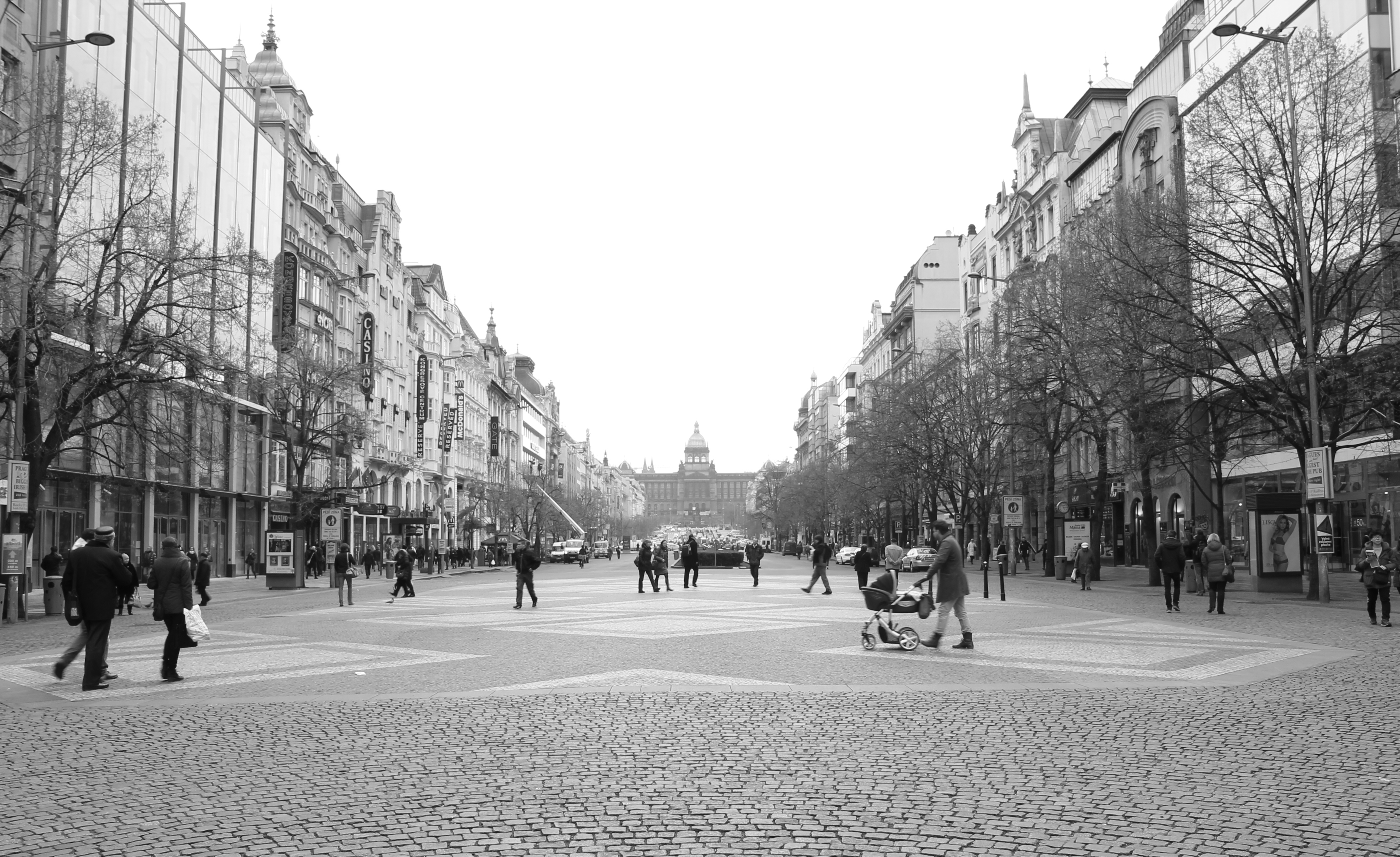
Václavské náměstí o Plaza de Venceslao, Praga, enero de 2014.

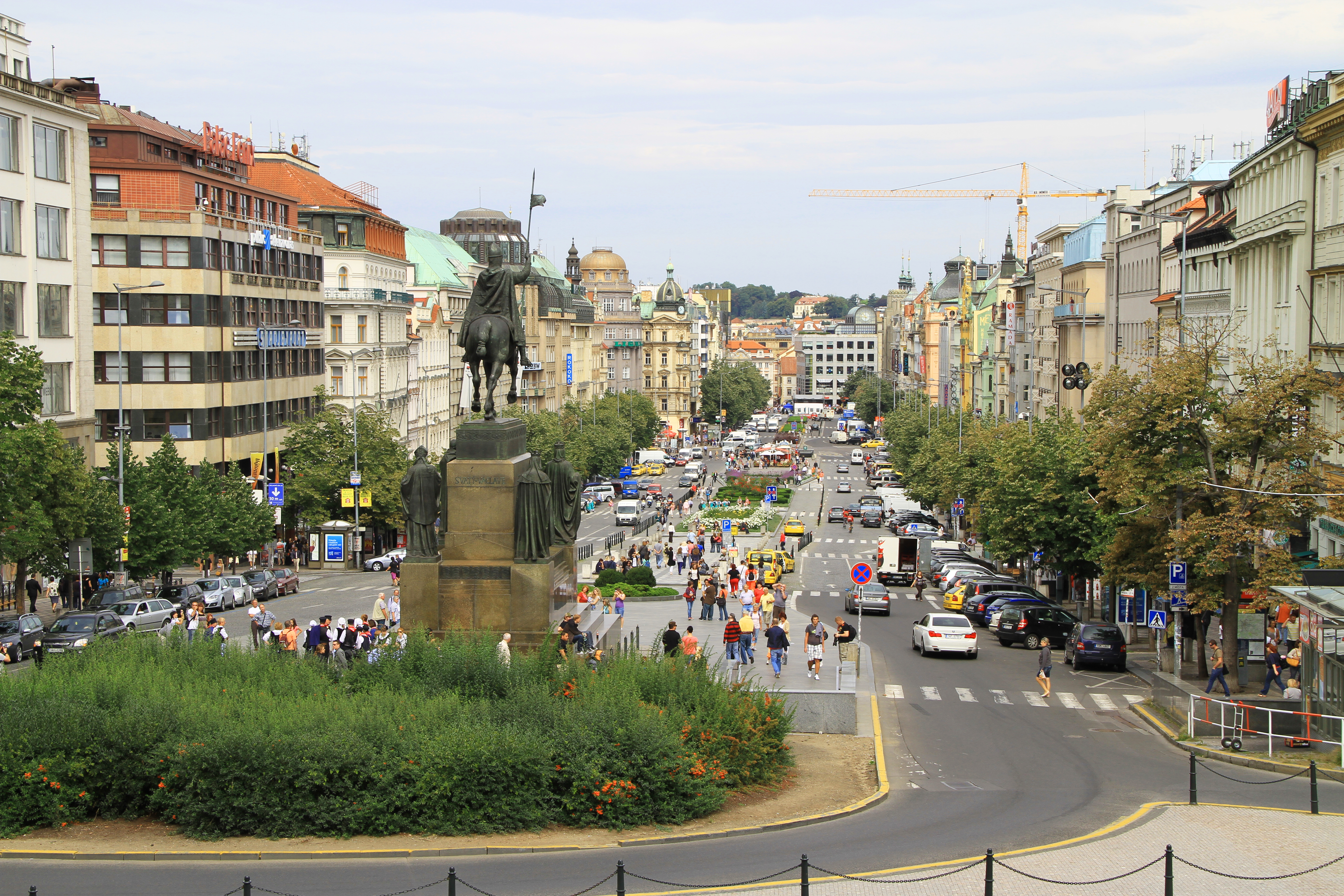
La Plaza de Venceslao vista desde el sur.

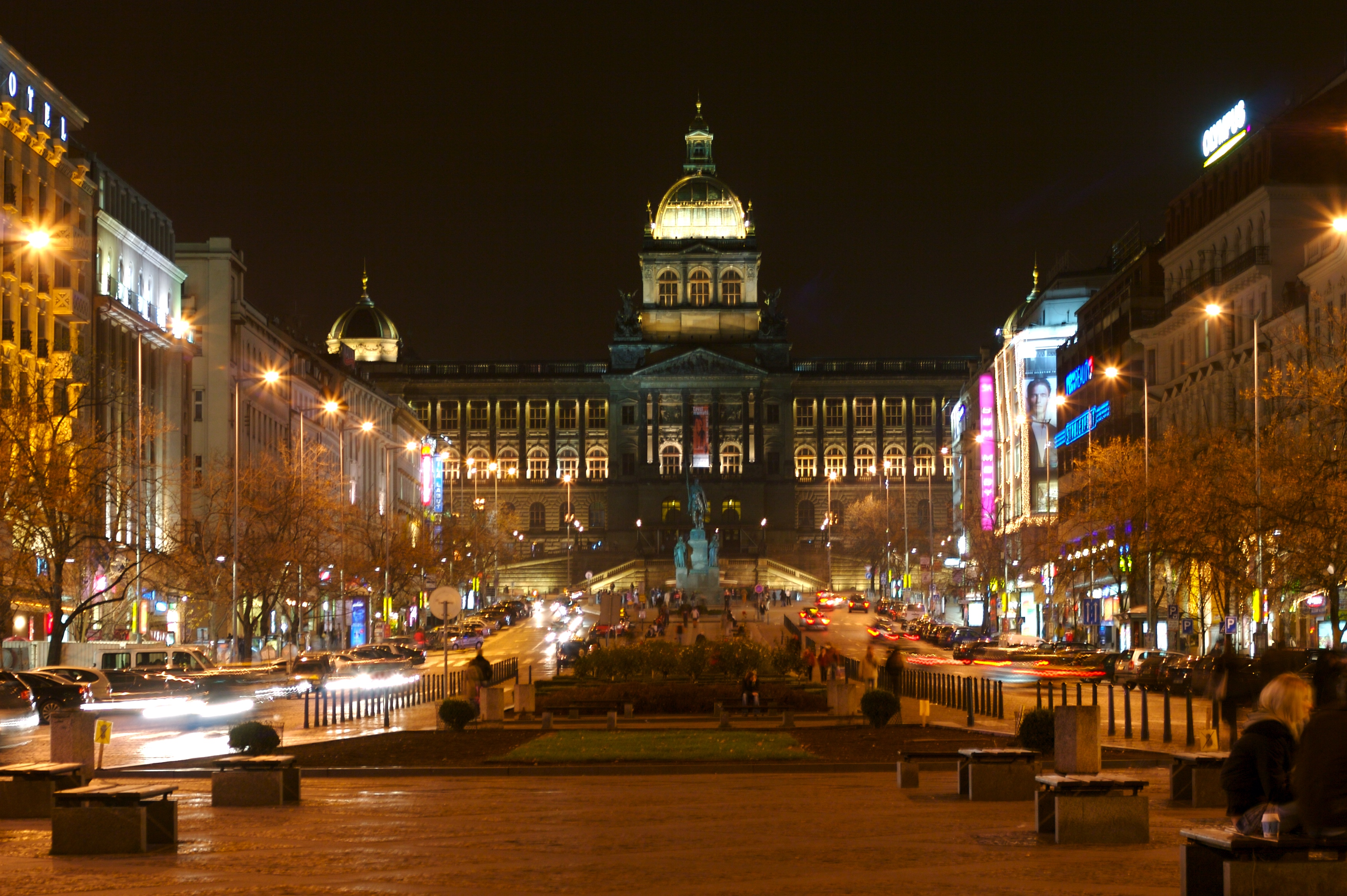
La parte superior de la Plaza de Venceslao por la noche.

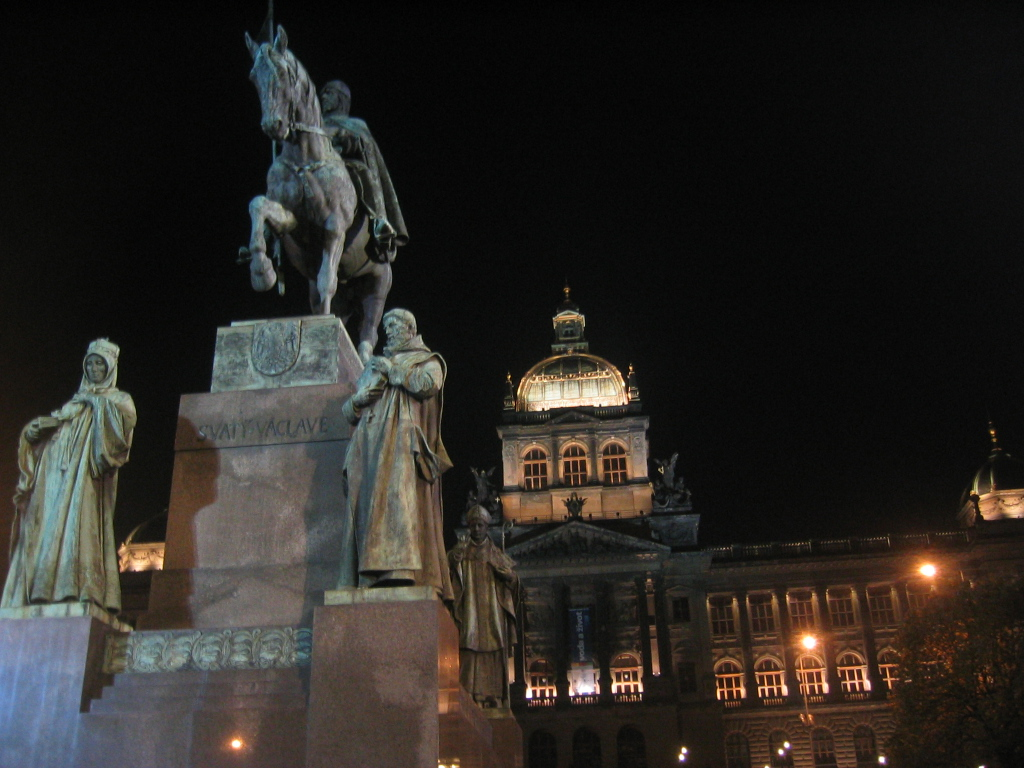
El Monumento a Venceslao y el Museo Nacional por la noche.

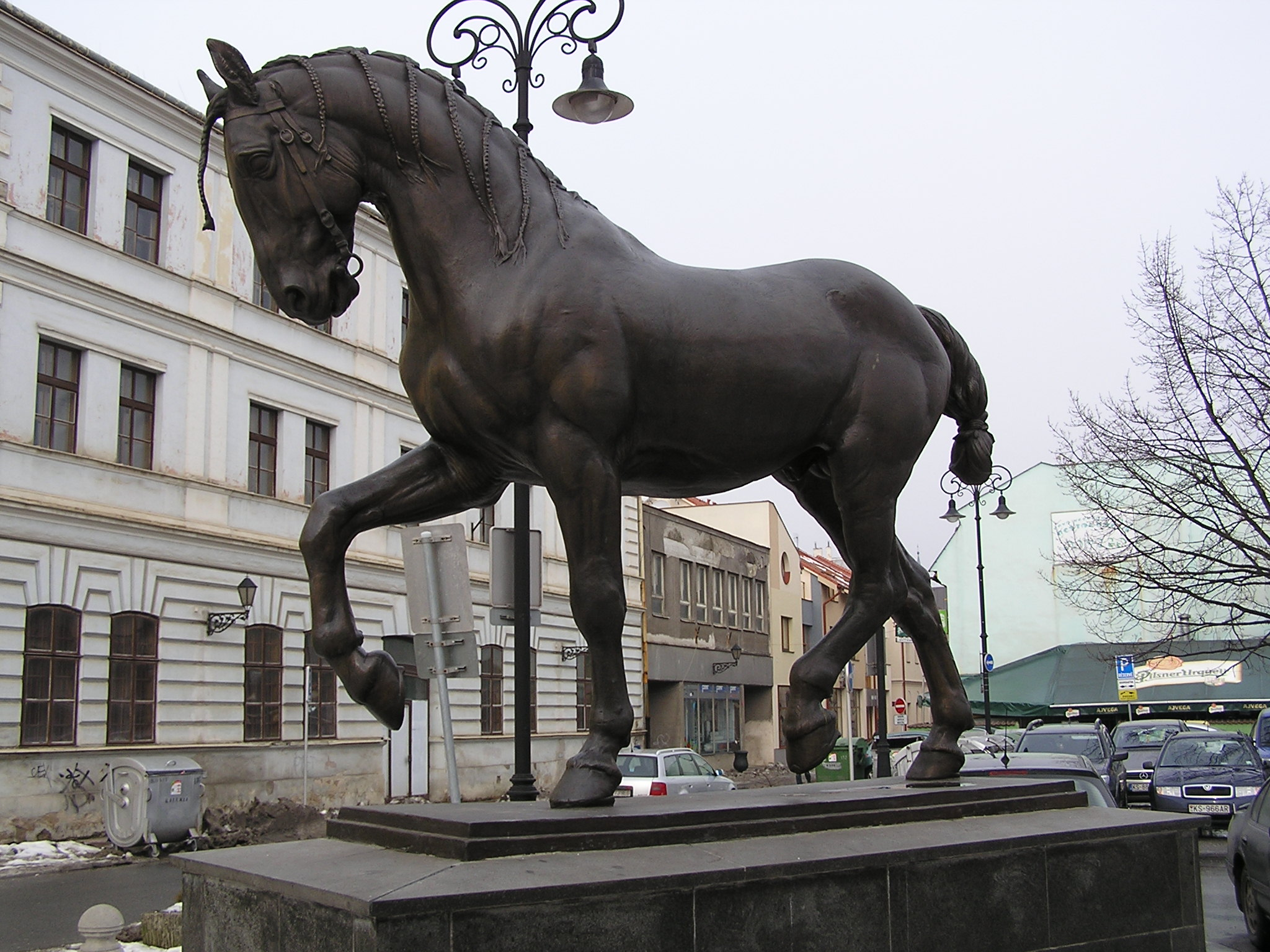
Caballo Ardo, la obra de Myslbek expuesta en Košice, Eslovaquia (una maqueta del Monumento a Venceslao).

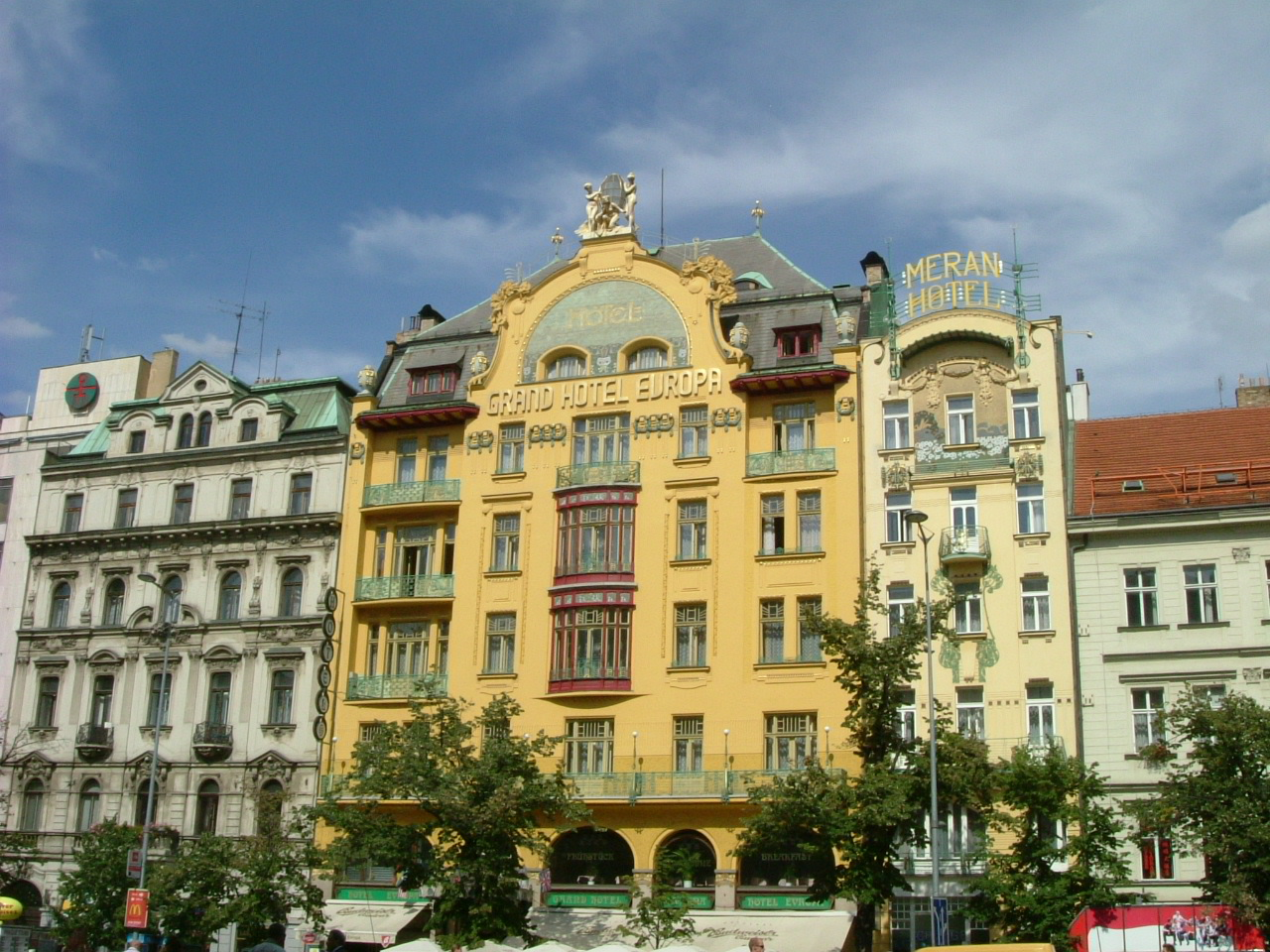
El Hotel Evropa.

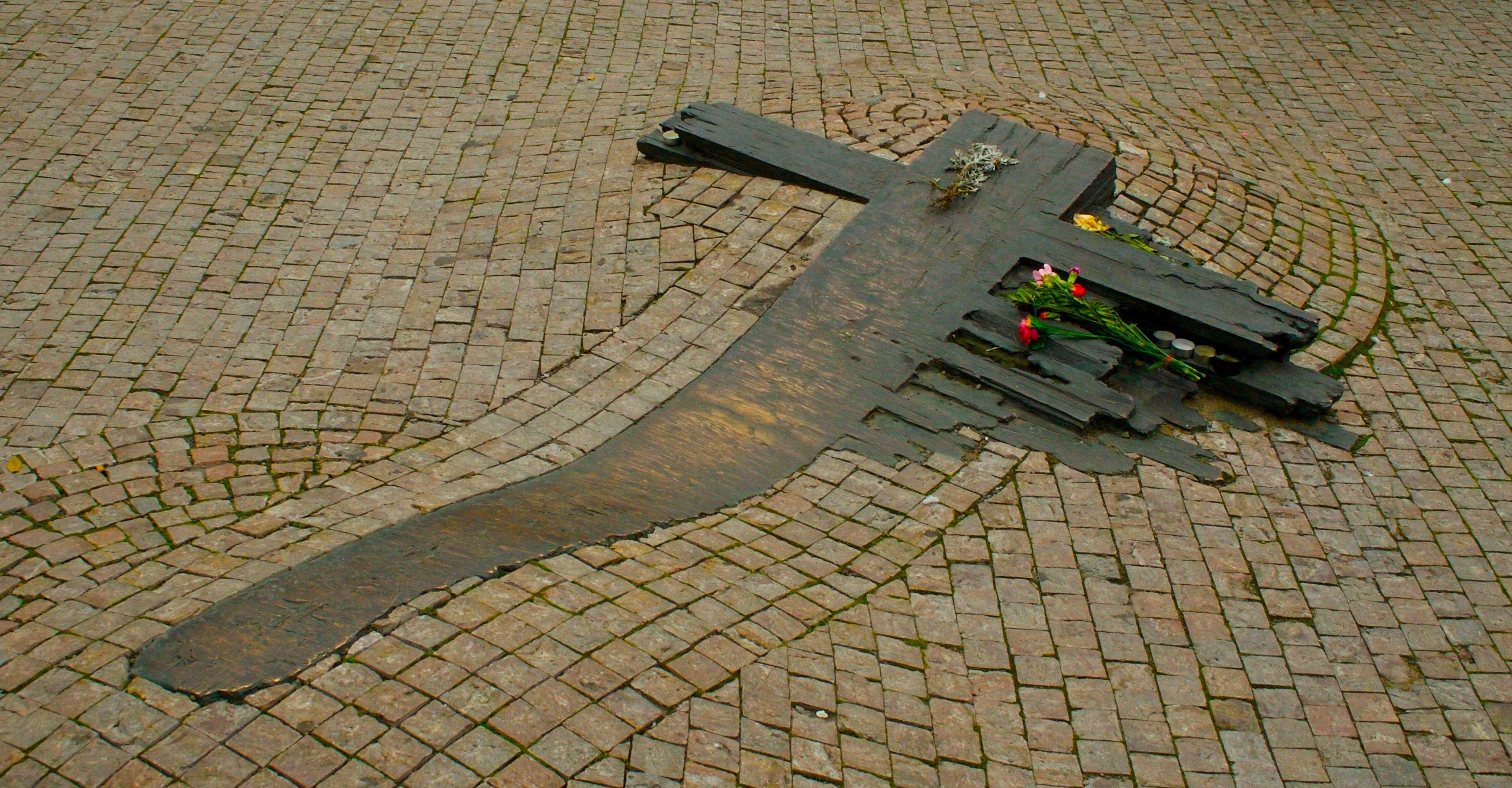
Monumento a Jan Palach y Jan Zajíc en la parte superior de la plaza.

La Plaza de Venceslao (en checo: Václavské náměstíⓘ, pronunciado AFI: [ˈvaːt͡slafskɛː ˈnaːmjɛsci], coloquialmente Václavák, AFI: [ˈvaːt͡slavaːk]) es una de las plazas más importantes de Praga, República Checa, y el centro cultural y financiero de la Ciudad Nueva. Se han producido aquí muchos sucesos históricos, y es un escenario tradicional para manifestaciones, celebraciones y otras reuniones públicas. La plaza se llama así en honor a San Venceslao, el patrón de Bohemia. Forma parte del centro histórico de Praga, declarado por la UNESCO Patrimonio de la Humanidad.
Conocido antiguamente como Koňský trh ("Mercado de Caballos") debido a que allí se celebraban periódicamente mercados de caballos en la Edad Media, se renombró como Svatováclavské náměstí ("Plaza de san Venceslao") en 1848 por propuesta de Karel Havlíček Borovský.

## Descripción
Pese a su nombre, parece más un bulevar que una plaza. Tiene forma rectangular muy alargada (750 m de longitud, superficie total 45 000 m²) orientada en dirección noroeste-sureste. Tiene una ligera inclinación, de manera que el lado sureste está más elevado que el noroeste. En el extremo sureste está el grandioso Museo Nacional Checo de estilo neoclásico, que domina la plaza. El extremo noroeste discurre por el límite entre la Ciudad Nueva y la Ciudad Vieja.

## Historia
En 1348, el Rey de Bohemia Carlos IV fundó la Ciudad Nueva de Praga. Este proyecto contemplaba varias zonas abiertas para mercados, de las que el Koňský trh, o Mercado de Caballos era la segunda más grande (la más grande era la Plaza Carlos). En el extremo sudeste del mercado estaba la Puerta del Caballo, una de las puertas de las murallas de la Ciudad Nueva.
Durante el movimiento nacionalista romántico checo del siglo XIX, se exigió un nombre más "digno" para la plaza. En este momento se construyó la estatua de Venceslao, y la plaza se renombró en su nombre.
El 28 de octubre de 1918, Alois Jirásek leyó la proclamación de la independencia de Checoslovaquia frente a la estatua de san Venceslao.
Los nazis usaron la plaza para manifestaciones masivas. Durante la Insurrección de Praga de 1945, destruyeron varios edificios cerca del Museo Nacional, que fueron sustituidos posteriormente por grandes almacenes.
El 16 de enero de 1969, el estudiante Jan Palach se suicidó en la plaza para protestar contra la invasión soviética de Checoslovaquia en 1968.
El 28 de marzo de 1969, el equipo nacional de hockey sobre hielo de Checoslovaquia derrotó al equipo soviético por segunda vez en el Campeonato Mundial de Hockey sobre Hielo de ese año. Debido a que el país estaba todavía bajo la ocupación soviética, la victoria provocó grandes celebraciones. Unas 150 000 personas se reunieron en la Plaza de Venceslao, y hubo algunos encuentros con la policía. Un grupo de agentes provocadores perpetraron un ataque en la oficina de Praga de la aerolínea soviética Aeroflot, situada en la plaza. Este acto sirvió como pretexto de represalias y la época de la llamada normalización.
En 1989, durante la Revolución de Terciopelo, se realizaron aquí grandes manifestaciones de varios miles de personas.
La Plaza de Venceslao está rodeada por hoteles, oficinas, comercios, oficinas de cambio y establecimientos de comida rápida. Para consternación de los habitantes y dirigentes de la ciudad, la calle también es un lugar popular de prostitución por la noche. Hay muchos clubs de striptease en la Plaza de Venceslao y sus alrededores, lo que hace a Praga un destino popular para despedidas de soltero.

### Remodelación
Desde 2020 se está llevando a cabo una remodelación de la plaza. Se esperaba que la parte inferior estaría terminada en la primavera de 2022. Se espera que la parte superior (desde la calle Vodičkova) esté terminada en 2023. Esto daría como resultado una pavimentación uniforme, aceras más anchas, carriles para bicicletas y nuevos callejones. Además, el tráfico de tranvía volverá a la parte superior de la plaza.

## Arte y arquitectura
Los dos monumentos más conocidos de la Plaza de Venceslao están en el extremo sureste, el más elevado: el Museo Nacional, construido entre 1885 y 1891 y diseñado por el arquitecto checo Josef Schulz, y la estatua de Venceslao.
El santo, a caballo, fue esculpido por Josef Václav Myslbek entre 1887 y 1924. La imagen de Venceslao está acompañada de otros patrones checos, tallados en la decorada base de la estatua: Santa Ludmila, Santa Inés de Bogemia, San Procopio y San Adalberto de Praga. La base, diseñada por el arquitecto Alois Dryák, tiene la inscripción: "Svatý Václave, vévodo české země, kníže náš, nedej zahynouti nám ni budoucím" ("San Venceslao, duque de las tierras checas, príncipe nuestro, no nos dejes perecer a nosotros ni a nuestros descendientes"). Hay una memorable parodia de esta estatua, creada por David Černý, en una galería cerca de la plaza.
Otros edificios significativos de la plaza son:
- El Palác Koruna (n.º 1-2), que contiene oficinas y un centro comercial, construido entre 1912 y 1914 y diseñado por Antonin Pfeiffer y Matěj Blecha, con esculturas de Vojtěch Sucharda.
- El Edificio Lindt (n.º 4), diseñado por Ludvík Kysela, uno de los primeros ejemplos de la arquitectura constructivista.
- La tienda de zapatos BAŤA (n.º 6), construida en 1929.
- La Farmacia Adam (n.º 8), construida entre 1911 y 1913 y diseñada por Matěj Blecha y Emil Králíček.
- El edificio Peterka (n.º 12), construido entre 1899 y 1900 y diseñado por Jan Kotěra.
- El Hotel Juliš (n.º 22), construido en 1926 y diseñado por Pavel Janák.
- El Hotel Evropa (n.º 25–27), reconstruido en 1905 y diseñado por Alois Dryák, con esculturas de Ladislav Šaloun.
- La Casa Wiehl (n.º 34), construida en 1896 y diseñada por Antonin Wiehl.
- El Edificio Melantrich (n.º 36), construido en 1914, en cuyo balcón aparecieron juntos Alexander Dubček y Václav Havel en noviembre de 1989, uno de los eventos más importantes de la Revolución de Terciopelo.
- El Hotel Adria (n.º 26), reconstruido en 1912 y vendido en 1918 a František Tichý, que albergó el Teatro Burian entre 1925 y 1928.[6]

## Transporte
La línea A del Metro de Praga discurre por debajo de la Plaza de Venceslao, y en ella tienen entradas las dos estaciones con más pasajeros de la ciudad, Muzeum (líneas A y C) y Můstek (líneas A y B). Antiguamente la recorría el tranvía en toda su longitud, pero sus vías fueron eliminadas en 1980. Está en consideración una propuesta para volver a introducir el tranvía. Actualmente el tranvía solo cruza la plaza por calles transversales. La mayor parte de la plaza está abierta al tráfico rodado, pero el extremo noroeste está peatonalizado desde 2012.